# Poříčí nad Sázavou
Poříčí nad Sázavou je obec v okrese Benešov ve Středočeském kraji. Žije zde trvale přibližně 1 700 obyvatel, ale v létě je počet díky chatařům a chalupářům téměř dvojnásobný.
Ve vzdálenosti šesti kilometrů severně leží město Pyšely, šest kilometrů jižně se nachází město Benešov, sedmnáct kilometrů severně je město Říčany, 22 kilometrů jižně je město Vlašim a 27 kilometrů jihozápadně najdeme město Sedlčany.

## Historie
V raném středověku (11. století, cca 1050) patřilo území Poříčí pod správu hradiště z nedalekého Lštění, které bylo založeno za vlády knížete Břetislava I. S hradištěm vznikla za nedlouho i osada (cca 1090) a také filiální kostel, zasvěcený svatému Petru (cca 1125). Zanedlouho byla založena i nedaleká osada Balkovice a v ní byl založen ve 13. století (cca 1225) i kostel svatého Havla. Ten se stal i farním kostelem pro území Poříčí, Mrače a Čerčan. Mezi lety 1290- 1310 osada (obec) zanikla.
Dnešní obec Poříčí nad Sázavou vznikla sloučením tří historických osad Poříčí, Kouty a Balkovice v 15. století. Balkovice se vyskytují v oficiálních pramenech v letech 1361–1395 a Kouty v letech 1318–1453. První písemná zmínka o Poříčí pochází z roku 1351. Obnovená obec se stala součástí kraje kouřimského. V noci z 19. na 20. května 1420 zde proběhla bitva u Poříčí nad Sázavou, patrně u Městečka, ve které si táborité z obklíčení vojsky 1. křížové výpravy probili cestu na pomoc Praze – to připomíná i žulový památník z roku 1924. V roce 1454 se stal pánem Poříčí pan Zdeněk Kostka z Postupic, podporovatel Jiřího z Poděbrad proti Zdeňkovi ze Šternberka. Pánem Poříčí zůstal až do roku 1510. Poté se Poříčí dostalo pod vládu pánů z Konopiště, kde zůstalo až do 20. století.
Za druhé světové války se část obce stala součástí vojenského cvičiště Zbraní SS Benešov. Dotčená část obce ležela na levém břehu Sázavy a západně od tehdejší státní silnice Praha–Benešov a její obyvatelé se museli 1. dubna 1943 vystěhovat.

## Obyvatelstvo
| Rok            | 1869 | 1880 | 1890 | 1900 | 1910 | 1921 | 1930 | 1950 | 1961  | 1970  | 1980 | 1991 | 2001 | 2011  | 2021  |
| -------------- | ---- | ---- | ---- | ---- | ---- | ---- | ---- | ---- | ----- | ----- | ---- | ---- | ---- | ----- | ----- |
| Počet obyvatel | 866  | 860  | 865  | 790  | 913  | 891  | 989  | 980  | 1 050 | 1 036 | 945  | 968  | 974  | 1 218 | 1 494 |
| Počet domů     | 78   | 84   | 90   | 91   | 116  | 126  | 204  | 289  | 229   | 241   | 242  | 291  | 321  | 384   | 384   |

## Obecní správa

### Územněsprávní začlenění
Dějiny územněsprávního začleňování zahrnují období od roku 1850 do současnosti. V chronologickém přehledu je uvedena územně administrativní příslušnost obce v roce, kdy ke změně došlo:
- 1850 země česká, kraj České Budějovice, politický a soudní okres Benešov[8]
- 1855 země česká, kraj Tábor, soudní okres Benešov
- 1868 země česká, politický a soudní okres Benešov
- 1939 země česká, Oberlandrat Tábor, politický i soudní okres Benešov[9]
- 1942 země česká, Oberlandrat Praha, politický i soudní okres Benešov[10]
- 1945 země česká a správní i soudní okres Benešov[11]
- 1949 Pražský kraj, okres Benešov[12]
- 1960 Středočeský kraj, okres Benešov
- 2003 Středočeský kraj, okres Benešov, obec s rozšířenou působností Benešov

### Části obce
- Hvozdec
- Poříčí nad Sázavou

V letech 1850–1890 k obci patřily i Nespeky.

### Obecní symboly
Znak a vlajka byly obci uděleny rozhodnutím předsedy Poslanecké sněmovny Parlamentu České republiky dne 4. června 1998.

## Společnost
V obci Poříčí nad Sázavou (831 obyvatel, poštovní úřad, telegrafní úřad, telefonní úřad, 2 katol. kostely) byly v roce 1932 evidovány tyto živnosti a obchody: výroba cementového zboží, 2 holiči, 4 hostince, kamnář, kolář, kovář, 4 krejčí, 2 lakýrníci, lom, mlýn, 4 obuvníci, 2 pekaři, pohřební ústav, pokrývač, 2 porodní asistentky, 8 rolníků, 2 řezníci, sedlář, 3 obchody se smíšeným zbožím, Spořitelní a záložní spolek pro Poříčí nad Sázavou, obchod se střižním zbožím, 3 trafiky, 2 truhláři, 2 velkostatky, zámečník a zahradník.

## Doprava

### Dopravní síť
- Pozemní komunikace – okolo obce prochází silnice I/3 Mirošovice D1 – Poříčí nad Sázavou – Benešov – Tábor – České Budějovice, v obci končí silnice II/603 Praha – Jesenice – Kamenice – Poříčí nad Sázavou.
- Železnice – obec protíná železniční trať Praha–Čerčany přes Vrané nad Vltavou, Jílové u Prahy a Týnec nad Sázavou (takzvaný dolní Posázavský pacifik). Je to jednokolejná regionální trať, doprava byla v úseku Jílové u Prahy – Čerčany zahájena roku 1897. Na území obce leží železniční zastávky Poříčí nad Sázavou a Poříčí nad Sázavou-Svárov. Mezi zastávkami došlo roku 1970 k tragické železniční nehodě.

### Veřejná doprava 2012–2019

#### Autobusová doprava v roce 2012
V obci zastavovaly autobusové linky jedoucí např. do těchto cílů: Benešov, Český Šternberk, Chocerady, Jihlava, Pacov, Pelhřimov, Praha, Pyšely, Vlašim.

#### Autobusová doprava v roce 2019
13. července[v kterém roce?] byla zrušena většina autobusových linek, např. linka Benešov – Poříčí nad Sázavou – Pyšely. Tyto linky byly nahrazeny linkou 337 Benešov–Praha (na stanici metra Budějovická); některé autobusy této linky ale jezdí pouze v úseku Benešov–Nespeky. Autobus E67 na trase Chocerady–Vranov–Benešov zde zastavuje i nadále.
Obec se nachází v systému Pražské integrované dopravy. Samotné Poříčí nad Sázavou se nachází na kraji pásma 4, Mračí již začíná pásmo páté.

#### Železniční doprava
Po trati 210 vede linka S8 (Praha – Vrané nad Vltavou – Čerčany) v rámci pražského systému Esko. Po trati 210 v tomto úseku jezdilo[kdy?] v pracovních dnech 14 osobních vlaků, o sobotách 13 osobních vlaků, v nedělích 10 osobních vlaků.

## Pamětihodnosti
- Kostel svatého Petra z 12. století na návrší u návsi
- Kostel svatého Havla z počátku 13. století s kryptou z 11. století (přestavěn neogoticky v 19. století)
- Fara
- Škola z roku 1757 (dnes sídlo obecního úřadu)
- Kamenný most Františka Josefa I. přes Sázavu z roku 1850, vystavěný ze žulových kvádrů a stojící na šesti pilířích
- Kamenný most přes potok Bystrý (Konopišťský potok) z let 1857–1858, údajně ze žulových kvádrů vyřazených při stavbě mostu přes Sázavu
- Železniční most přes potok Bystrý z let 1895–1896, napojení na železnici od 18. ledna 1897.

## Osobnosti
- Narodil se zde Ivan Bohdan Staněk (1828–1868), chemik, politik a obrozenecký básník
- Josef Topol, český dramatik a básník (1935–2015) byl též místním rodákem
- Dlouho zde pobýval Václav Pavlík (1901–1966) malíř, sochař, scénograf

## Turistika
- Cyklistika – Obcí vede cyklotrasa č. 19 Havlíčkův Brod – Sázava – Čerčany – Poříčí nad Sázavou – Týnec nad Sázavou – Davle.
- Pěší turistika – Z obce vycházejí turistické trasy  Poříčí nad Sázavou – Konopiště,  Poříčí nad Sázavou – Týnec nad Sázavou – Jílové u Prahy a  Poříčí nad Sázavou – Čerčany.
- Horolezectví – V Měsíčním údolí u Konopišťského potoka se v opuštěném žulovém lomu provozuje lezecký sport. Popsány jsou čtyři desítky tras. Skály jsou vysoké do 20 metrů.[16]
- Tramping – Měsíční údolí – trampská osada z r. 1924 (v typickém western stylu, první trampská osada v benesovském kraji a jedna z prvních v Českých zemích).[17]

## Galerie

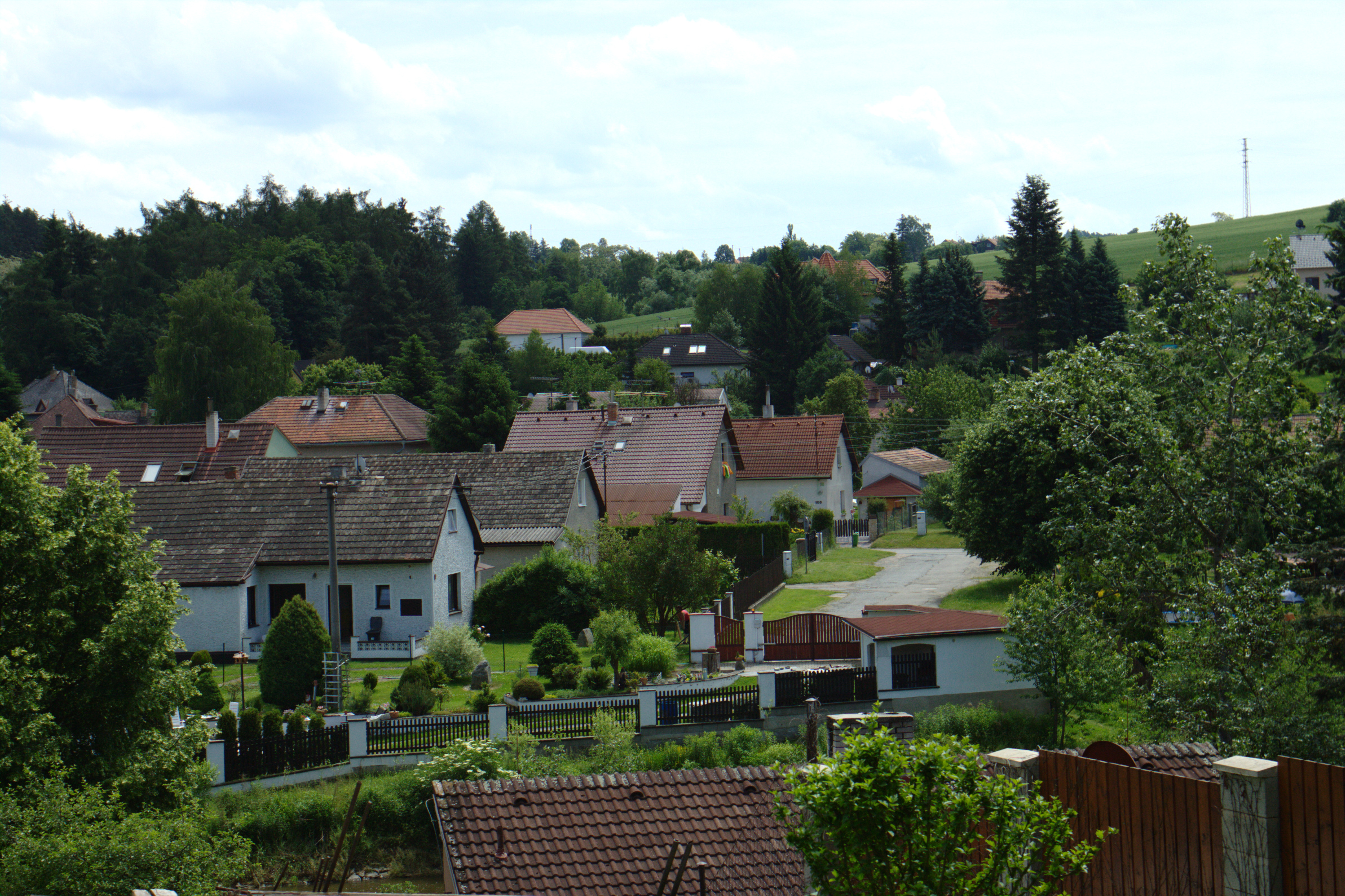
Chaty v Poříčí nad Sázavou
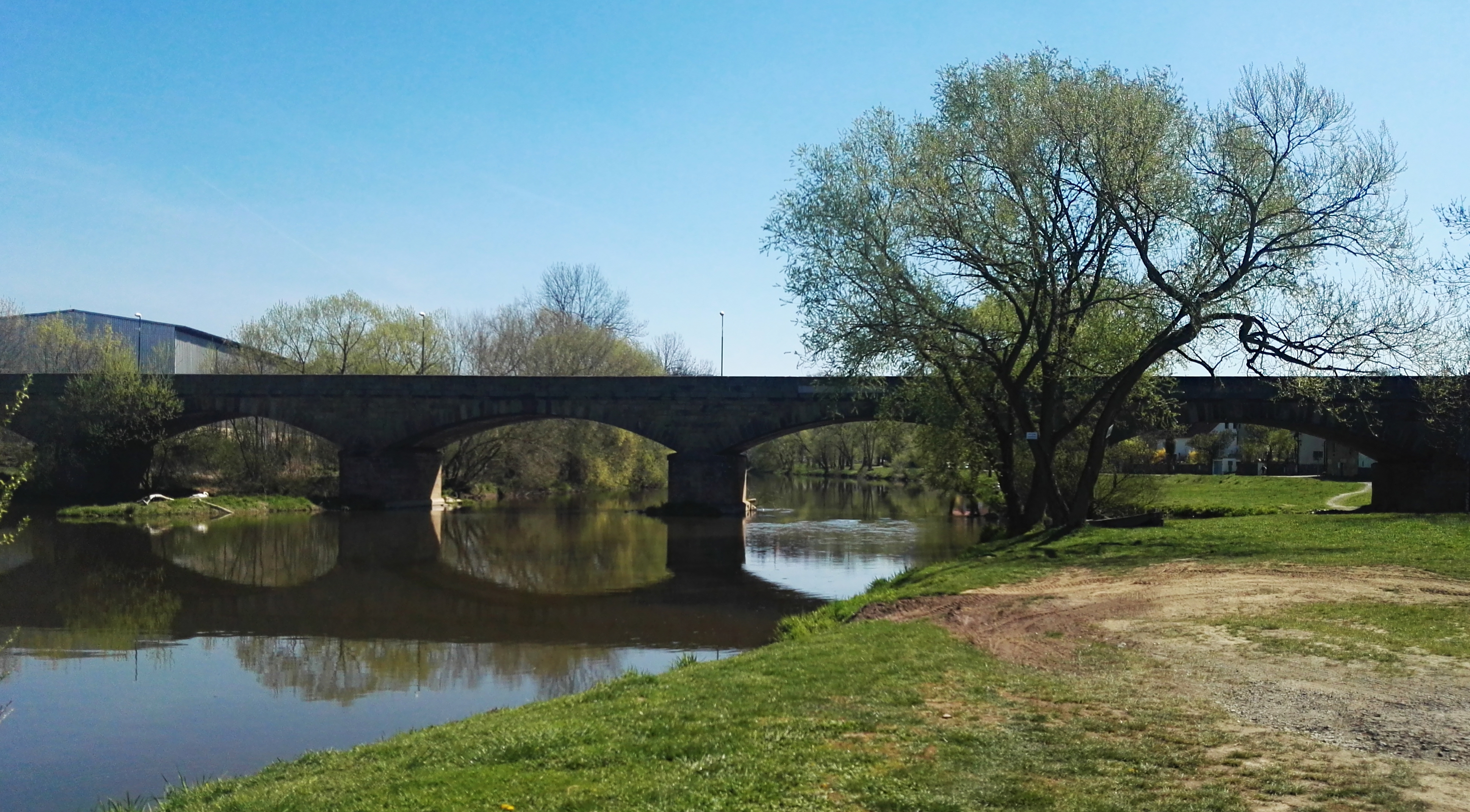
Most Františka Josefa I. přes Sázavu
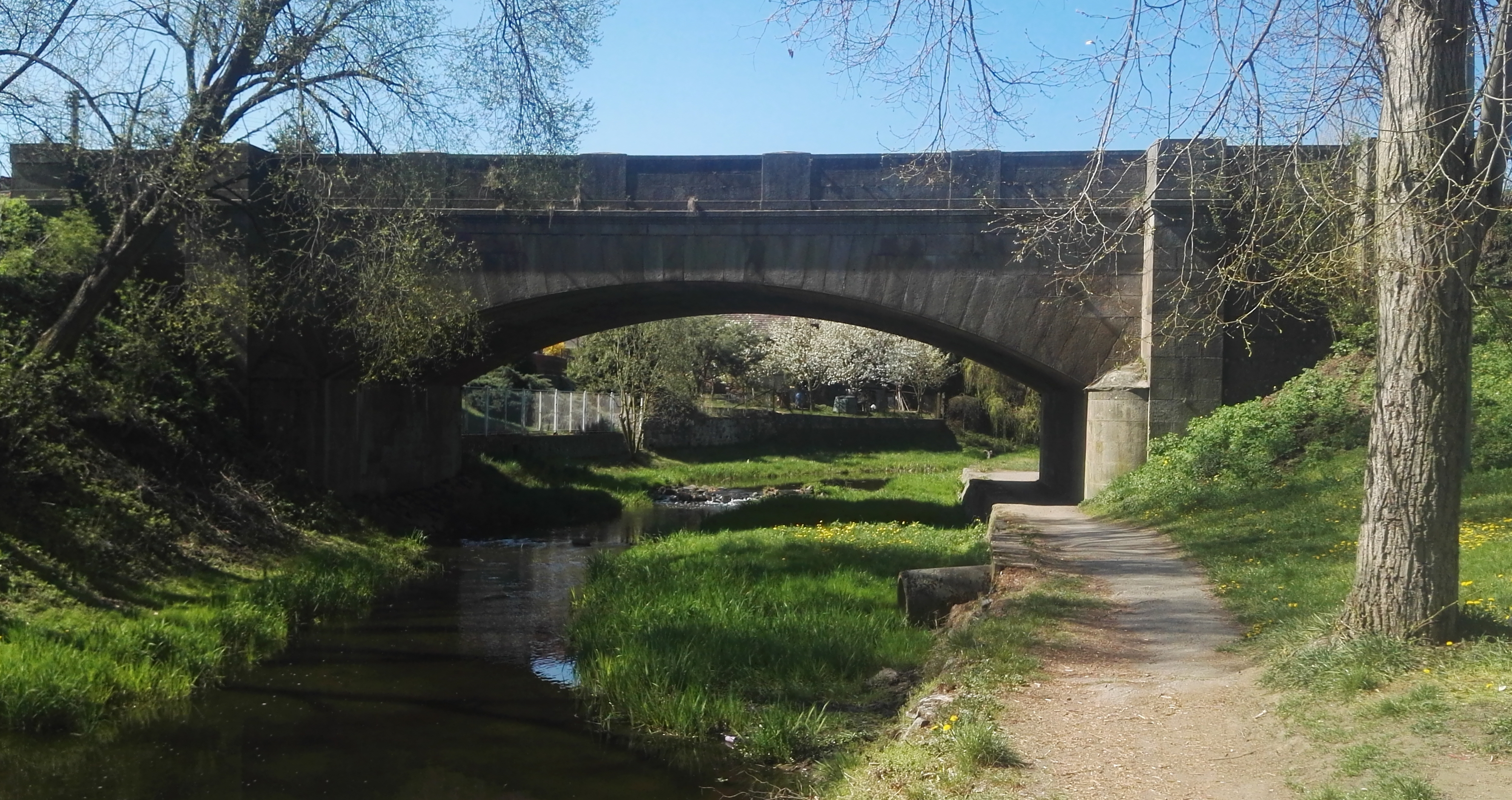
Most přes Konopišťský potok
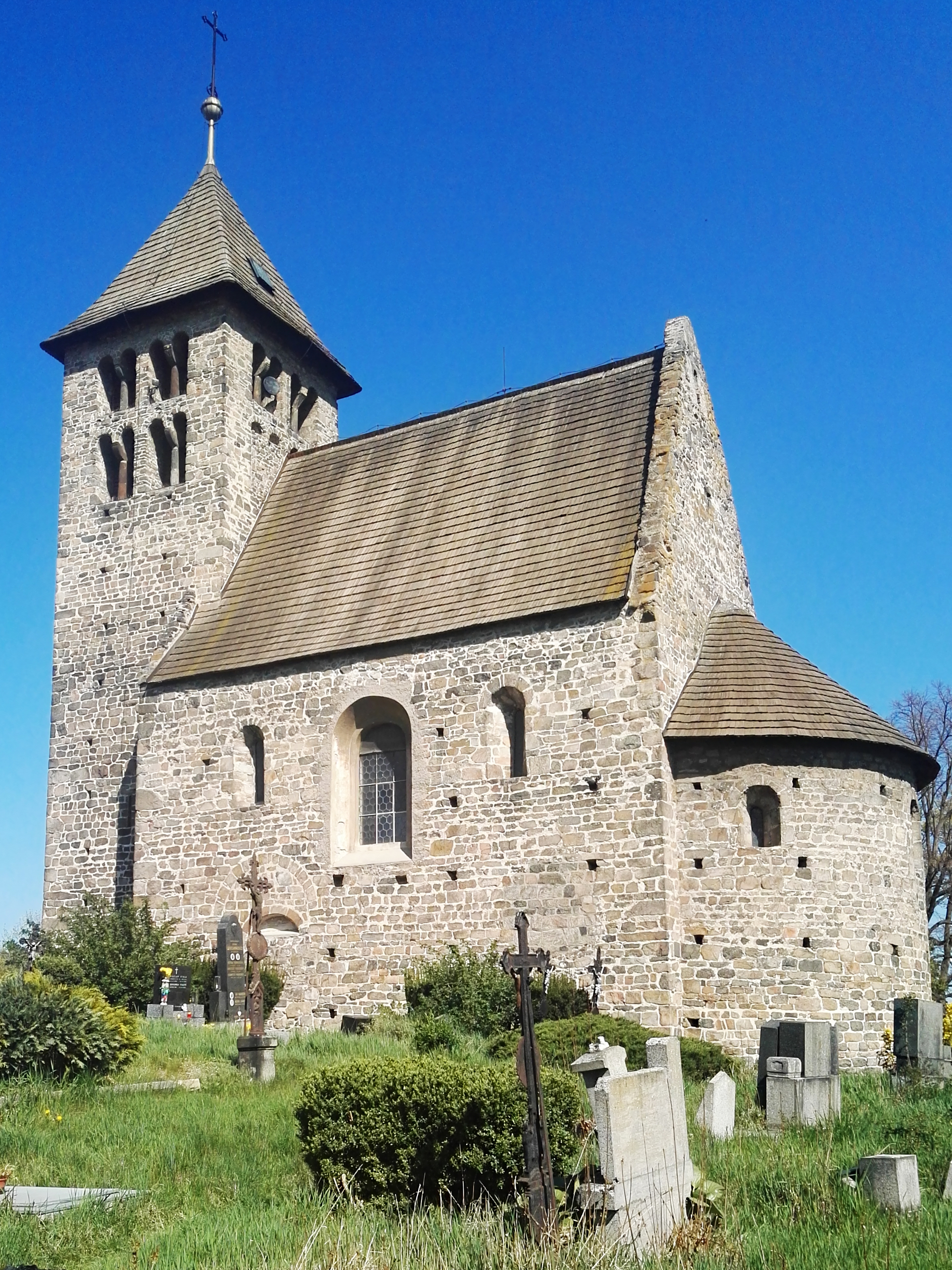
Kostel svatého Petra, jižní strana
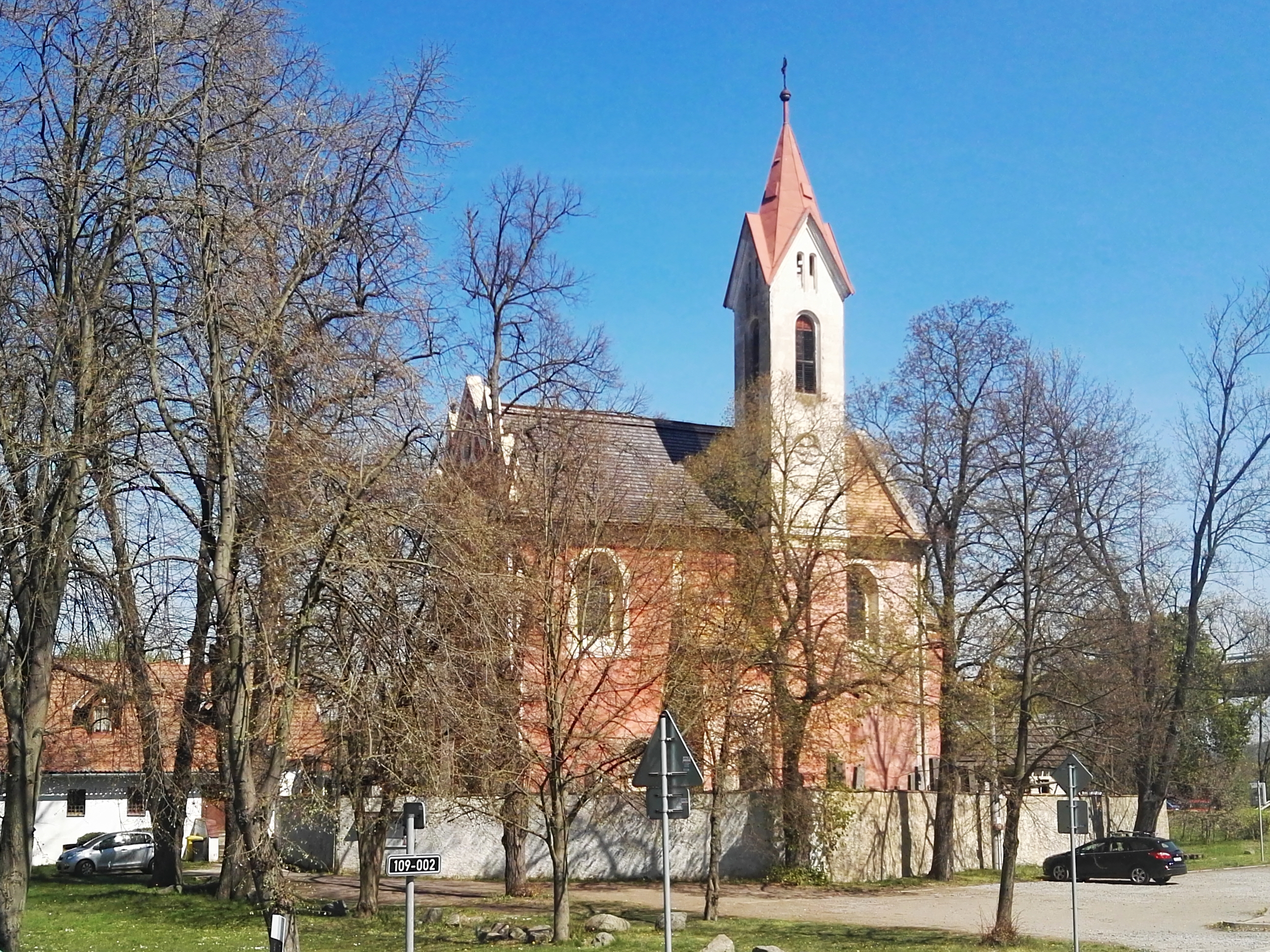
Kostel svatého Havla
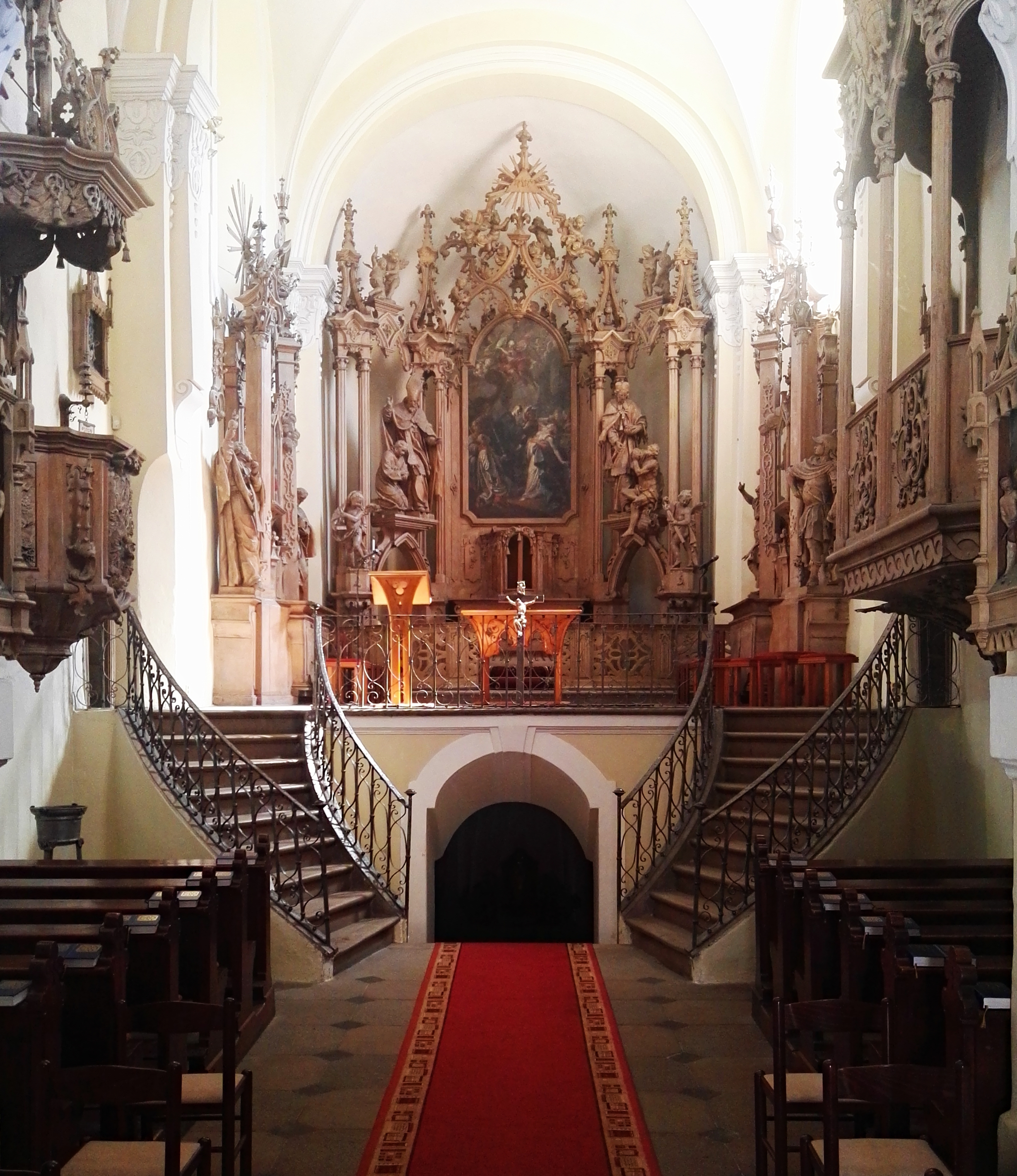
Kostel svatého Havla, interiér